# Saber Abar
Saber Abar, también conocido como Saber Abbar (en persa: صابر ابر‎) (8 de junio de 1984) es un actor, director de teatro y escritor iraní, conocido por su personaje en la película de 2009, About Elly. Ha recibido dos nominaciones a los premios Crystal Simorgh, ambos como mejor actor de reparto en la versión 25 y 27  del festival internacional de cine de Fajr.

## Carrera

### Actuación
Inició su carrera como presentador de programas de televisión tales como Rainbow, un programa infantil, y un programa de juegos llamado In 100 Seconds'. Posteriormente ganó reconocimiento por su interpretación en la película de Mohsen Makhmalbaf, Sha'ere Zobale. En 2006, protagonizó junto a Ezzatollah Entezami en Minaye Shahr-e Khamush como un conductor, y su personaje le valió una nominación como mejor actor de reparto en los premios Crystal Simorgh. Su participación en Dayere Zangi (2007), lo llevó a recibir en rol en la película About Elly del director Asghar Farhadi. La película recibió reseñas positivas, como la de David Bordwell, quien la llamó una pieza maestra. Abar interpretó a "Alireza", cuya prometida esta desaparecida. Por su personaje fue nuevamente nominado en el festival internacional de cine Fajr.
También protagonizó Hich (2009), Nokhodi (2009), Thirteen 59 (2010) y Entehaye Khiabane Hashtom (2010) y tuvo una pequeña participación en Ayene-haye Ruberu (2010).

### Teatro
Ha protagonizado junto a Farhad Aeesh, Mehdi Hashemi y Shahab Hosseini en Kargadan (2008), dirigido por Farhad Aeesh. También participó en Dastan-e yek Pellekan (2009), dirigido por Reza Guran, Caligula (2010), dirigido por Homayoun Ghanizadeh, y Jire-bandie pare Khorus baraye Sugvari (2011), dirigido por Ali Narges Nejad.

## Filmografía
| Año  | Título (en inglés)                              | Rol              | Director             | Ref.          |
| ---- | ----------------------------------------------- | ---------------- | -------------------- | ------------- |
| 2005 | Poet of the Wastes (Shaere zobale-ha)           |                  | Mohamed Ahmadi       | [ 7 ]         |
| 2007 | Colors of Memory (Minā-ye Shahr-e Khāmoush)     | Iraj Bahrāmi     | Amir Shahab Razavian | [ 8 ]         |
| 2008 | Tambourine (Dayereh-e zangi)                    | Mohammad         | Parisa Bakhtavar     | [ 9 ]         |
| 2008 | Three Women (3 Zan)                             | Hamed            |                      |               |
| 2009 | About Elly (Darbareye Elly)                     | Alireza          | Asghar Farhadi       | [ 10 ] [ 11 ] |
| 2009 | Lil' Pea                                        |                  |                      |               |
| 2010 | Nothing                                         | Nima             |                      |               |
| 2011 | Thirteen 59                                     |                  |                      |               |
| 2011 | Mr. Yousef                                      | Sirus            |                      |               |
| 2011 | Here Without Me                                 |                  |                      |               |
| 2011 | Facing Mirrors                                  | Sadegh           | Negar Azarbeyjani    | [ 12 ]        |
| 2012 | The Snow on the Pines                           |                  |                      |               |
| 2012 | Modest Reception                                |                  |                      |               |
| 2012 | Kissing the Moon-Like Face (Boosidane Roye Mah) |                  | Homayoun Assadian    | [ 13 ]        |
| 2012 | At the End of 8th Street                        |                  |                      |               |
| 2013 | Shallow Yellow Sky                              |                  |                      |               |
| 2013 | No Where No Body                                |                  |                      |               |
| 2013 | Acrid (Gass)                                    | Khosrow          | Kiarash Asadizadeh   | [ 14 ]        |
| 2013 | Lovely Trash                                    |                  |                      |               |
| 2014 | Sending a Condolences Ad for Newspaper          |                  |                      |               |
| 2014 | Everything for Sale                             |                  |                      |               |
| 2014 | Dreamy                                          |                  |                      |               |
| 2015 | I Am Diego Maradona                             |                  |                      |               |
| 2015 | Crazy Rook                                      |                  |                      |               |
| 2015 | Closer                                          |                  |                      |               |
| 2015 | Dowry's Sugar Bowl                              |                  |                      |               |
| 2015 | I Want to Dance                                 |                  |                      |               |
| 2017 | Villa Dwellers                                  |                  |                      |               |
| 2017 | Searing Summer (Tabestan-e Dagh)                |                  | Ebrahim Irajzad      | [ 15 ]        |
| 2017 | Getting Even                                    | Reza             |                      |               |
| 2018 | Hat trick (Hattrick)                            | Keivan           | Ramtin Lavafi        | [ 16 ] [ 17 ] |
| 2019 | A Hairy Tale (Maskhare Baz)                     | Danesh, a barber | Homayoun Ghanizadeh  | [ 18 ]        |